# Molgula hozawai
Molgula hozawai är en sjöpungsart som beskrevs av Asajiro Oka 1932. Molgula hozawai ingår i släktet Molgula och familjen kulsjöpungar. Inga underarter finns listade i Catalogue of Life.